# 423 до н. е.

## Померли
- Ксеркс II — цар Персії з династії Ахеменідів.
- Согдіан — перський цар і давньоєгипетський фараон з династії Ахеменідів.